# Tetraria galpinii
Tetraria galpinii là loài thực vật có hoa trong họ Cói. Loài này được Schönland & Turrill miêu tả khoa học đầu tiên năm 1925.